# Chu Sho-fu
Chu Sho-fu fou el nom xinès d'un indi que va arribar a la Xina vers l'any 170 i va predicar-hi el budisme. Va fundar una comunitat religiosa a Luoyang, aleshores capital xinesa.